# Alphonse Roy
 (juillet 2024).
Alphonse Roy, né aux Breuleux le 14 novembre 1906 et mort à Versoix le 7 avril 2000, est un flûtiste et compositeur suisse.

## Biographie
Alphonse Roy se consacre d'abord à la flûte. Il fait ses études de flûte aux conservatoires de Neuchâtel avec Berberat (1921 à 1927) et Zurich (1927 à 1929) avec Jean Nada pour la flûte et Volkmar Andreae pour la composition. Il occupe le poste de flûtiste à l'Orchestre de la ville de Winterthour en 1928. En 1929, il se perfectionne à Paris auprès de Marcel Moyse. En 1931, il arrive à Genève où il est membre de l'Orchestre de la Suisse romande (OSR). Il s'établit ensuite à Lugano où il joue à l'Orchestre de la radio Suisse italienne de 1934 à 1939. 
L'année 1940 marque son retour à Genève. Il intègre à nouveau l'OSR où il assume les fonctions de deuxième flûte solo, poste qu'il occupe jusqu'en 1971. Parallèlement, il s'inscrit au Conservatoire de musique de Genève dans la classe de Charles Chaix pour étudier le contrepoint et la fugue en profondeur. Dès lors, il poursuit une double activité musicale: celle de musicien d'orchestre et celle de compositeur. Comme flûtiste, il enregistre en 1951 le quatrième concerto brandebourgeois de Bach sous la direction de Karl Münchinger. Ce disque obtient le grand prix de l'Académie Charles Cros la même année.
De 1941 à 1950, Alphonse Roy compose surtout de la musique instrumentale et de chambre (Quatuor à cordes, Ballade pour grand orchestre et piano obligé). De 1950 à 1966, il écrit également des œuvres chorales (Sainte Cécile et les oiseaux) et de la musique symphonique (Symphonie en trois mouvements pour grand orchestre). Il se spécialise ensuite dans le domaine de la musique de film (L'inconnu de Shandigor, Black-out, D'un jour à l'autre) et travaille pour la télévision (Le monde imaginaire d'André Masson, Max Bill, peintre suisse). En 1972, il reçoit le prix de musique de la Ville de Berne.
Un fonds Alphonse Roy a été créé à la Bibliothèque cantonale et universitaire de Lausanne.

## Sources
- Dictionnaire des musiciens suisses, Zürich, Atlantis Verlag, 1964;
- Six compositeurs jurassiens, Société jurassienne d'émulation, 1966; Jean-Louis Matthey,
- Alphonse Roy: catalogue des œuvres; Lausanne : Bibliothèque cantonale et universitaire Département de la musique Section des archives musicales, 1989;
- Revue musicale suisse, n° 7/8, juillet/août 2005, p. 13;
- Revue musicale de Suisse romande, n° 3, 1989, p. 196-204